# Balázs Bécsi Attila
Balázs Bécsi Attila (Gyergyóremete, 1964. június 7. –) tanár, történész, művészettörténész, civilszervezet- és iskolaalapító. Jelenleg (2020) az általa alapított szamosújvári Téka Alapítvány elnöke.

## Családtörténet
Balázs Bécsi Attila a család Bécsi nevét egészen a szépapjáig vezetheti vissza (Balázs Bécsi János 1811-ben született). A Balázsok a Gyergyóremetét alapító családok közé tartoznak. 1655-ben II. Rákóczi György erdélyi fejedelem, a havasalföldi hadjáratban katonai érdemeikért lófőséget adományozott remetei Balázs Istvánnak és Jánosnak. A Bécsieknek a falu vezetésében is jelentős szerepük volt, ugyanis „a két világháború közötti időszakban valósággal irányították a község politikai életét” (Garda Dezső). Édesanyja, lánykori nevén Fejer Florentina, görgényhodáki családból származik.

## Életút
1964. június 7-én született Gyergyóremetén, Hargita megyében. Általános iskolás tanulmányait szülőfalujában végezte, majd 1978-ban sikeresen felvételizett a csíkszeredai Matematika–fizika (a mostani Márton Áron) Líceumba, ahol történelem–filológia szakon szerzett érettségi diplomát. Ezt követően a kolozsvári Babeș–Bolyai Tudományegyetem Történelem–Filozófia karán szerzett tanári oklevelet. Életének és pályafutásának alakulásában fontos szerepet játszott az a tény, hogy 1983-tól a kolozsvári táncházmozgalom résztvevője volt.
Az egyetem elvégzése után Moldvába, Iași megyébe helyezték ki, a jugányi általános iskolába, ahol 1987 és 1990 között tanította a történelmet. A hároméves moldvai tapasztalat alatt ismerkedett meg közelebbről a csángó magyarok életmódjával.
A romániai rendszerváltás után Szamosújvárra került, és itt végleg letelepedett. A Petru Maior Elméleti Líceum és a 2. számú általános iskola történelemtanára lett. A történelem oktatása mellett közösségépítő szerepet is magára vállalt, és már 1990-ben elindította a szamosújvári táncházmozgalmat. 1994-ben létrehozták a Kaláka Néptáncegyüttest.
1993-ban szamosújvári polgárok egy csoportjával közösen megalapította a Téka Művelődési Alapítványt azzal a céllal, hogy közművelődési és oktatási programokat szervezzenek a város és a környék magyar közössége számára. Alapítástól kezdődően a civil szervezet elnöke.
A Téka Alapítvány 1995-ben az Illyés Közalapítvány Magyar Ház Programjának támogatásával egy szamosújvári, belvárosi házat vásároltak, és „kalákában” újítottak fel, ahol létrejött a Téka Művelődési Központ. Az alapítvány szakmai fejlődésének következtében a Központ egy korszerű eszközökkel felszerelt kulturális és közoktatási intézménnyé alakult, ahol több száz diák és felnőtt vesz részt különböző tevékenységeken. Heti program alapján megszervezett rendszeres kis- és felmenő rendszerű évi nagyprojekteket bonyolítanak le. 2019-től ide tartozik a TéKarám Lovasudvar, 2020-tól pedig a Téka Kézművesház.
Irányításával a Téka Alapítvány 2000-ben csatlakozott a válaszúti Kallós Zoltán Alapítvány által 1999-ben elindított szórványoktatási programhoz, amely összehangolt és tervszerű módon, hosszútávon biztosítja a mezőségi szórványközösség anyanyelven történő oktatását. A program keretén belül a Téka Alapítvány egy kollégium létrehozását, működtetését és a mezőségi szórványoktatási központ felépítését vállalta.
A Mezőségi Téka Szórványkollégiumot 2001-ben hozta létre. Az intézmény célkitűzései: azonosítani azokat a mezőségi tanulókat, akik számára lakóhelyükön nem biztosítható az anyanyelvi oktatás; azokat a családokat, amelyek nehéz szociális helyzetük miatt nem vállalhatják gyerekeik oktatását. A bentlakásokban élő gyerekek, fiatalok számára biztosítani az anyanyelvi oktatást az állami iskolák magyar nyelvű oktatási vonalain; a civilizált és korszerű életkörülményeket és önfejlesztési lehetőségeket. A szamosújvári Téka Szórványkollégium a 2019–2020-as tanévben 150 diákról gondoskodik. Ők 32 településről származnak.
2005-ben kezdeményezésére elindult a Tóvidék Program azzal a céllal, hogy támogassa a tóvidéki falvak modernizációs törekvéseit. A program célkitűzései: a helyi anyagi és szellemi erőforrások feltérképezése; tájházak létrehozása minden nagyobb szórványtelepülésen; multifunkcionális közösségi terek kialakítása és felszerelése; a programban résztvevő települések turisztikai, idegenforgalmi népszerűsítése (honlapok, turisztikai reklámanyagok készítése, kulturális útvonal kialakítása); a helyi kulturális kínálat minőségi rendszerben történő bemutatása.
2007-ben megnyitotta a Feketelaki Művelődési és Táborközpontot, 2009-ben pedig a Feketelaki Tájház és Közösségi Központot.
2008 és 2012 között az RMDSZ jelöltjeként a Kolozs Megyei Tanács tagja volt, a kulturális és oktatási bizottság vezetője. Határozattervezetet dolgozott ki a megyei kulturális alap létrehozására, amelyen keresztül civil szervezetek közművelődési programjait támogatja a megyei tanács.
Munkásságának legnagyobb megvalósítása a Szamosújváron működő mezőségi iskolaközpont felépítése és megalapítása. Az oktatási intézmény létrehozásának gondolata 2006-ban született, de az építkezés csak 2010-ben kezdődött meg, amikor a szamosújvári önkormányzat által biztosított telken, a magyar állam és az RMDSZ támogatásával elkezdődött az építkezés. Az új iskolát 2016 őszén avatták fel. Az avatáson a támogató magyar kormányt Potápi Árpád János nemzetpolitikáért felelős államtitkár képviselte, aki méltatta az iskolát megálmodó Balázs Bécsi Attila elszántságát és munkabírását. Az intézmény létrehozásával befejeződött a nyugat-belső mezőségi és szamosháti szórványoktatás stratégiai fejlesztése. 2018 szeptemberétől javaslatára az iskola a Kemény Zsigmond Elméleti Líceum nevet viseli.

## Önálló kötetek és szakmai kiadványok
- A szamosújvári magyar-örmény katolikus temető monográfiája. Budapest, 2002.
- A táncháztól a nemzeti intézményig. Téka Alapítvány, Szamosújvár, 2013.
- Szamosújvári örökség - Építészeti emlékek térben és időben. Téka Alapítvány, Szamosújvár, 2013.
- A megmaradás falai. Téka Alapítvány, Szamosújvár, 2018.
- Helytörténeti, művészettörténeti és történelmi témájú cikkek, tanulmányok közlése folyóiratokban és szakmai lapokban: Szamosmente, Szabadság, Művelődés, Korunk.
- Kolozs megyei várak és kastélyok. Kolozsvár, 2008 – szakmai lektorálás

## Díjak, elismerések
- 1997 - EMKE: Könczei Ádám-díj - a mezőségi népi műveltség következetes átörökítése érdekében kifejtett munkásságért
- 2005 - A Kolozs megyei sajtó díja: Szabadság-díj – a vidéki oktatás és közművelődés fejlesztéséért
- 2008 – Kisebbségekért Díj – az általa vezetett Téka Alapítványnak
- 2009 – Szongott Kristóf-díj a hazai magyar örménység közösségéért, kultúrájának megmaradásáért
- 2010 - A Magyar Érdemrend Lovagkeresztje
- 2010 - Ezüstfenyő díj
- 2011 - Gyergyóremete díszpolgára
- 2014 - Aba tiszteletbeli polgára
- 2017 – RMPSZ-díj
- 2018 - MOL: mentordíj
- 2019 – PRIMA Díj – az általa vezetett Téka Alapítványnak
- 2020 - EMKE - Gr. Kun Kocsárd-díj
- 2020 - Apáczai Díj dicsérő oklevél - a Megmaradás falai című munkáért az RMPSZ részéről
- 2020 - Gránit Oroszlán Példakép Díj - Közéleti kategória[3]
- 2024 - Magyar Örökség Díj az általa vezetett Téka Alapítványnak[4]
- 2024 – Kallós Zoltán Külhoni Magyarságért Díj[5]